# Slankamenački Vinogradi
Slankamenački Vinogradi (serbisch-kyrillisch Сланкаменачки Виногради, slowakisch Slankamenské Vinohrady) ist ein Dorf in der Gemeinde Inđija. Er befindet sich in der serbischen autonomen Provinz Vojvodina, im Bezirk Srem, im östlichen Syrmien. Es wird mehrheitlich von Slowaken bewohnt.

## Demographie
| Zensusjahr | Einwohner | Beleg |
| ---------- | --------- | ----- |
| 1948       | 636       | [ 1 ] |
| 1953       | 628       | [ 1 ] |
| 1961       | 581       | [ 1 ] |
| 1971       | 533       | [ 1 ] |
| 1981       | 493       | [ 1 ] |
| 1991       | 278       | [ 1 ] |
| 2002       | 266       | [ 1 ] |
| 2011       | 253       | [ 1 ] |

## Kulturelle Manifestationen
- Pudarski dani/Budarskie dni, die Manifestation der Slowaken